# 明治農法
明治農法（めいじのうほう）とは、明治時代、近代農学と対比される形で農書に代表される旧来の農業技術を集積・体系化したものの総称。牛馬とプラウを用いた深耕、乾田化に代表される土地改良・施肥技術の改良、塩水選による短冊苗代を用いた健苗育成に代表される選種の精緻化、耐肥性多収品種の導入に代表される優良品種の導入がその特徴とされる。

## 老農たちの貢献
近代農学の成立期である明治時代には、官主導による近代農学に対する民間での農事改良の担い手として「老農」とよばれる農民たちが活躍していた。
彼らは、輸入学問であった近代農学とは独立して、近世以前の在来農学の蓄積に基づき、単なる個人の経験の寄せ集めという段階を越えた実証主義的な態度からの技術改良を志向した。一部には、イネの品種間の実証的な比較収量試験を行ったり、メンデルの法則の導入以前から交配によるカイコの品種改良を試みるものもいたという。
彼ら老農たちは居住地域の枠を超えて活発に農談会とよばれる会合を開くなどの活動を行い、在来農法の改善に努めた。その結果を総称したものが明治農法である。